# День працівників державної санітарно-епідеміологічної служби
День працівникі́в держа́вної саніта́рно-епідеміологі́чної слу́жби — професійне свято України. Відзначається щорічно у другу неділю жовтня.
Державний санітарно-епідеміологічний нагляд охоплює всі сфери життєдіяльності людини: умови проживання, роботи, харчування, відпочинку, виховання і навчання дітей і підлітків. Тому санітарно-епідеміологічна служба займає ключову позицію в системі охорони здоров'я країни.
Державна санітарно-епідеміологічна служба вже понад 90 років є ефективною складовою охорони здоров'я, яка забезпечує реалізацію державної політики у сфері профілактичної медицини, стоїть на варті здоров'я і працездатності людей, захищає їх від небезпечних інфекційних захворювань.

## Історія свята
Свято встановлено в Україні «…відзначаючи вагомий внесок працівників державної санітарно-епідеміологічної служби у забезпечення  санітарного та епідеміологічного благополуччя населення…» згідно з Указом Президента України «Про День працівників державної санітарно-епідеміологічної служби» від 5 жовтня 2004 р. № 1178/2004.